# Ginette Chérubin
Ginette Chérubin est une architecte, universitaire, militante féministe et femme politique haïtienne, ancienne ministre à la Condition féminine et aux Droits des femmes pendant 18 mois (1996-1997).

## Biographie
Ginette Chérubin est architecte, elle a effectué une partie de sa carrière professionnelle dans la fonction publique et elle assure des fonctions d'enseignante à l'université.
Nommée ministre à la Condition féminine et aux Droits des femmes en 1996, elle a démissionné en 1997.
Entre décembre 2007 et avril 2011, elle a été membre du Conseil électoral en tant que représentante des associations de femmes. Elle était en charge lors des élections qui ont duré de novembre 2010 à mars 2011 et qui ont conduit à l’accession de Michel Martelly à la présidence haïtienne. L'ingérence internationale et le refus de cautionner des résultats contestables ont été à l'origine de sa démission, du Conseil électoral provisoire. De cette expérience est né son ouvrage Le ventre pourri de la bête où elle plaide pour une politique radicalement assainie. Après une réédition de son livre, elle dresse un portrait desespéré de son pays dans une tribune publiée dans le Nouvelliste en septembre 2022.
Ginette Chérubin décrit Haïti comme "un pays machiste où les femmes sont discriminées et sujettes à une subordination dans les rapports de genre". Elle est partisane de la discrimination positive en faveur des femmes, pour compenser leur très faible place dans les instances décisionnelles du pays. Elle porte ces questions féministes en étant membre du Groupe de réflexion et d’action pour une Haïti nouvelle (GRAHN).
Elle travaille en 2015 sur des projets de gestion durable des sites touristiques dans le sud de l'île, pour préserver et valoriser les sites historiques et naturels.